# Češi ve Venezuele
Komunita českých imigrantů, která vznikla především emigrací z Evropy kvůli druhé světové válce, má ve Venezuele výrazné zastoupení ve vzdělávací, kulturní a ekonomické sféře.

## Historie
Jedním z prvních československých přistěhovalců usazených v zemi byl Emil Friedman (1908–2002), významný hudebník, právník a pedagog. Do Venezuely přijel v roce 1945, v Maracaibu se stal ředitelem Zulia State Music Academy, hlavním houslistou Maracaibo Quartet a zakladatelem Zuliana Concert Society, s pobočkami v San Cristóbal, Valencii a Caracasu. V hlavním městě Caracasu založil prestižní hudební školu Colegio Emil Friedman.
V roce 1950 byla česká kolonie jednou z nejmenších imigrantských skupin v zemi: podle tehdejšího sčítání čítala 1 224 lidí. Značnou část těchto lidí tvořila komunita československých Židů, kteří prchali před perzekucemi nastolenými ve velké části Evropy nacistickým Německem. V předchozích letech přitom nebylo obvyklé, aby se Čechoslováci ve větším počtu usazovali právě ve Venezuele. Mnozí přijeli poté, co zkusili štěstí v jiných zemích; jiní díky doporučení od třetích stran. Imigraci usnadňovala i jednoduchost získat k pobytu ve Venezuele víza.
Druhá vlna imigrace, která opustila Československo po událostech Pražského jara a vpádu vojsk Varšavské smlouvy do země v roce 1968, byla početná. Ačkoli většina preferovala země západní Evropy, Spojené státy americké nebo Kanadu, několik jich dorazilo do Venezuely, a teprve posléze hledalo azyl v jiných zemích. Po rozdělení Československa, demokratickém otevření a dvou prezidentských volbách imigrace do Venezuely téměř utichla. Na konci 20. století bylo zaznamenáno něco málo přes 200 potomků českých přistěhovalců v zemi, ačkoliv toto číslo nemusí být přesné. Kvůli zhoršené ekonomické a politické situaci v zemi se okolo roku 2018 do Česka jistý počet osob českého původu navrátil.

## Významné osobnosti komunity
- Emil Friedman, houslista
- Ilan Chester, zpěvák a hudebník
- Vanessa Neumann, politička
- Carlos Stohr, básník
- Hellmuth Straka, antropolog
- Ernst Tugendhat, filozof[5]